# Rashad Madden
Rashad Madden (Lepanto, 23 maggio 1992) è un cestista statunitense.